# Ceratina paraguayensis
Ceratina paraguayensis är en biart som beskrevs av Carlos Schrottky 1907. Ceratina paraguayensis ingår i släktet märgbin, och familjen långtungebin. Inga underarter finns listade i Catalogue of Life.